# Kínai függőcinege
A kínai függőcinege (Remiz consobrinus) a verébalakúak (Passeriformes) rendjébe, ezen belül a függőcinege-félék (Remizidae) családjába tartozó faj.

## Rendszerezése
A fajt Robert Swinhoe angol ornitológus írta le 1870-ben, az Aegithalus nembe Aegithalus consobrinus néven.

## Előfordulása
Dél-Korea, Észak-Korea, Japán, Kína és Oroszország területén honos. Természetes élőhelyei a vizes cserjések, sós és édesvizű tavak, lápok és mocsarak valamint legelők. Vonuló faj.

## Megjelenése
Testhosszúsága 10 centiméter.

## Életmódja
Nyáron főleg pókokkal, rovarokkal, télen többnyire magokkal táplálkozik. Májustól júniusig költ.

## Természetvédelmi helyzete
Az elterjedési területe nagyon nagy, egyedszáma ugyan csökken, de még nem éri el a kritikus szintet. A Természetvédelmi Világszövetség Vörös listáján nem fenyegetett fajként szerepel.